# Get Him to the Greek
Get Him to the Greek (br: O Pior Trabalho do Mundo / pt: É Muito Rock, Meu!) é um filme de comédia de música rock estadunidense de 2010 escrito, produzido, e dirigido por Nicholas Stoller e estrelado por Jonah Hill e Russell Brand. O filme foi lançado em 4 de junho de 2010 nos Estados Unidos, 16 de julho no Brasil e 29 de julho em Portugal. Get Him to the Greek é uma spin-off sequência do filme de 2008 de Stoller Forgetting Sarah Marshall, reunindo diretor Stoller com as estrelas Hill e Brand. Brand reprisa seu papel como personagem Aldous Snow de Forgetting Sarah Marshall, enquanto Hill tem um personagem inteiramente novo. O filme também é estrelado por Elisabeth Moss, Rose Byrne, Colm Meaney e Sean Combs.

## Sinopse
Aaron Green (Jonah Hill) faz as coisas acontecerem. O ambicioso jovem de 24 anos de idade precisa tomar um rumo em sua carreira e teve a ideia de organizar o show de 10 anos de carreira e acompanhar o astro do rock de Londres para o show em Los Angeles. Aldous Snow (Russell Brand) é um músico brilhante, mas seu temperamento forte e o abuso de drogas e álcool o levam a se tornar uma pessoa insuportável e a grande chance da vida de Aaron se transforma em um pesadelo.

## Elenco
- Estúdio: Álamo (SP)
- Mídia: DVD / TV Paga / Netflix
- Direção: Wendel Bezerra
- Tradução: Reinaldo Silva

| Personagem      | Ator / Atriz        | Dublagem           |
| --------------- | ------------------- | ------------------ |
| Aldous Snow     | Russell Brand       | Marcelo Campos     |
| Aaron Green     | Jonah Hill          | Wendel Bezerra     |
| Jackie Q        | Rose Byrne          | Letícia Quinto     |
| Zöe Salmon      | Ela Mesma           | Angélica Santos    |
| Daphne Binks    | Elisabeth Moss      | Raquel Marinho     |
| Sergio Roma     | Sean P. Diddy Combs | Wellington Lima    |
| Matty           | Aziz Ansari         | Alfredo Rollo      |
| Kevin           | Nick Kroll          | Márcio Araújo      |
| Jonathan Snow   | Colm Meaney         | Luiz Antônio Lobue |
| Duffy           | Karl Theobald       | Francisco Brêtas   |
| Wendy           | Stephanie Faracy    | Isaura Gomes       |
| Lena Snow       | Dinah Stabb         | Isaura Gomes       |
| Meredith Vieira | Ela Mesma           | Cecília Lemes      |
| Naples          | Lino Facioli        | Vyni Takahashi     |
| Tom Felton      | Ele Mesmo           | Márcio Araújo      |
| Mario López     | Ele Mesmo           | Dado Monteiro      |
| Billy Bush      | Ele Mesmo           | Rodrigo Araújo     |
| Lars Ulrich     | Ele Mesmo           | Francisco Brêtas   |
| Destiny         | Carla Gallo         | Márcia Regina      |
| Kali            | Kali Hawk           | Denise Reis        |
| Garçonete       | Kelly Ann Buckman   | Lene Bastos        |

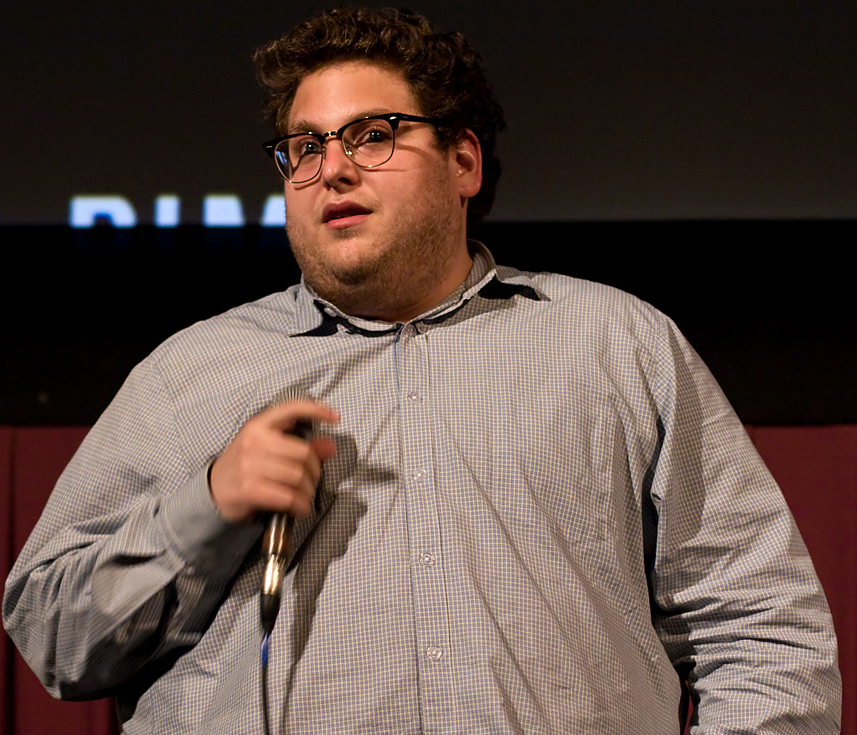
Jonah Hill promovendo o filme em Austin, Texas, em maio de 2010.

Amigos de Russell Brand, Karl Theobald, Greg "Mr Gee" Sekweyama e Jamie Sives também aparecem no filme.

## Produção

### Desenvolvimento
Uma semana após o lançamento de Forgetting Sarah Marshall, Universal Studios anunciou um novo  Get Him to the Greek, reunindo Jonah Hill e Russell Brand com roteirista/diretor Nicholas Stoller e produtor Judd Apatow. Variety inicialmente anunciou o projeto se concentrará em "recém saído da faculdade e ajustador de seguros (Hill), que é contratado para acompanhar uma estrela do rock fora de controle (Brand) de Londres para um show em Greek Theatre em Los Angeles". Em julho de 2008, Brand mencionou que ele estaria reprisando seu papel Aldous Snow de Forgetting Sarah Marshall, em um novo filme de Apatow em que o personagem estava de volta às drogas.
Em uma entrevista com CHUD.com, Apatow viria a revelar que Get Him to the Greek foi realmente um spin-off de Forgetting Sarah Marshall com Brad novamente interpretando um Aldous Snow já não-sóbrio enquanto em uma entrevista diferente Nicholas Stoller disse que Jonah Hill vai interpretar um personagem diferente chamado Aaron Green, um jovem executivo de música.

### Filmagem

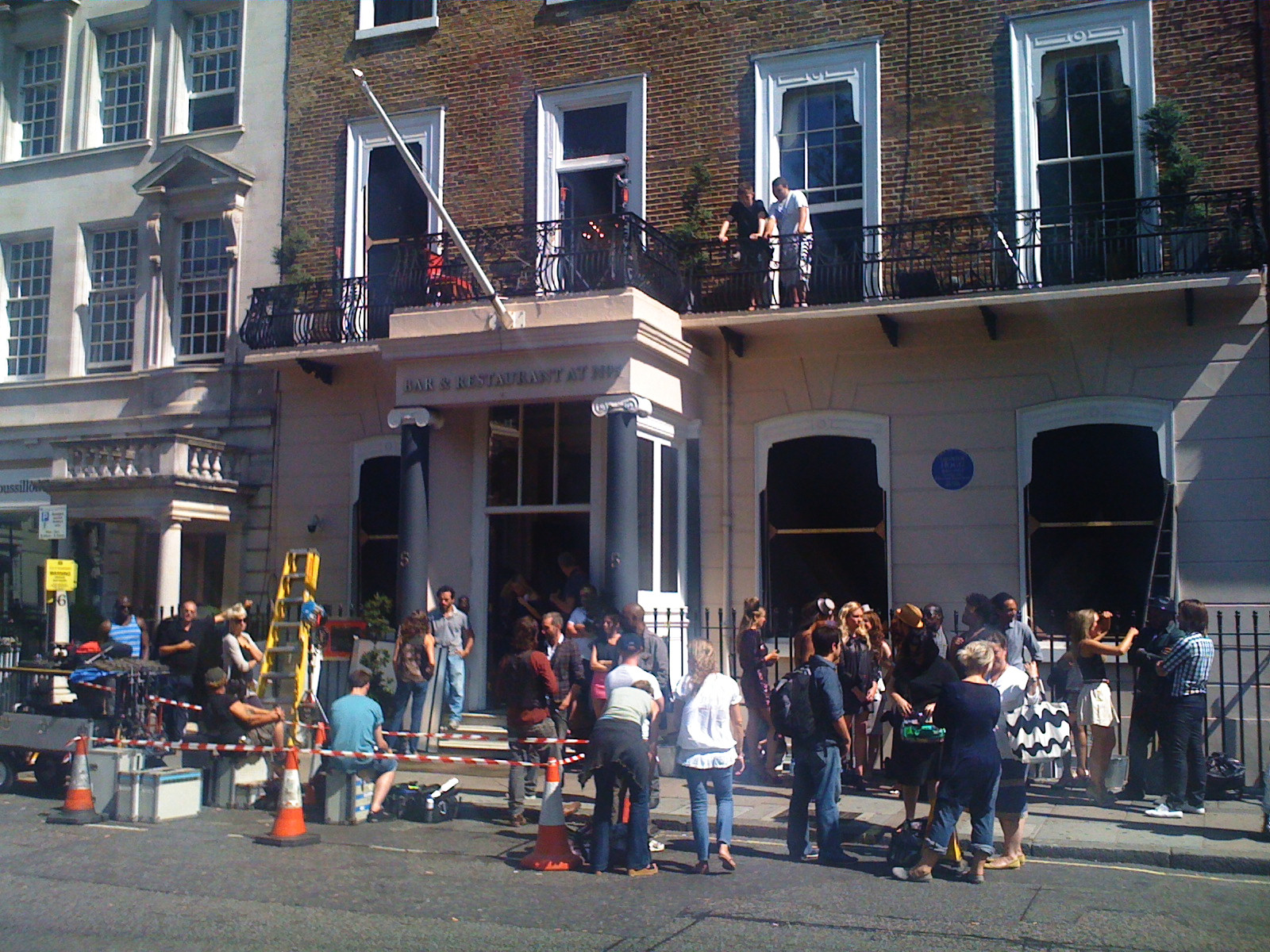
Filmagem em Cavendish Square, London.

Enquanto Russell Brand filmava na Paramount Pictures, se preparou para apresentar os MTV Video Music Awards 2008, ele se aproximou de Christina Aguilera, Pink, e Katy Perry para que elas fizessem aparições em Get Him to the Greek.
Os ensaios começaram em 27 de abril de 2009 e as filmagens começaram em 12 de maio do mesmo ano. O filme foi rodado em Nova York, Las Vegas, Nevada, Los Angeles e London. Enquanto filmava em Trafalgar Square, Brand foi empurrado em uma fonte por um transeunte.

## Lançamento

### Resposta da crítica
O filme recebeu críticas positivas. Rotten Tomatoes dá ao filme uma pontuação de 73% com base em 190 comentários, com uma pontuação média de 6.3/10 O consenso crítico é: "Graças a um script adequadamente atrevido e um par de performances vencedoras de Jonah Hill e Russell Brand, Get Him to the Greek é uma das comédias mais engraçadas do ano". No Metacritic, o filme tem uma pontuação de 65 em 100, com base em 39 críticos, indicando "avaliações favoráveis".
Roger Ebert do Chicago Sun-Times deu ao filme três de quatro estrelas, dizendo que "sob a capa de pastelão, piadas baratas, humor atrevido, gross-out comédia física e pura exploração, Get Him to the Greek, também é fundamentalmente um filme sonoro".

### Bilheteria
Em sua semana de estreia, o filme estreou em #2 atrás de Shrek Forever After com um bruto de 17 570 955 dólares. O filme caiu para a quarta posição na semana seguinte com um bruto de fim de semana de 10 100 000 dólares.
No Reino Unido, Get Him to the Greek abriu em #1 arrecadando £1,569,556 em sua primeira semana antes de cair para o # 2 na semana seguinte com lucros de £1,048,898. Ele recolheu 60 974 475 dólares nos Estados Unidos e Canadá bem como 30 287 004 dólares no exterior elevando seu total mundial de 91 261 479 dólares.

### Home media
Um duplo disco e um disco sem censura e versão do cinema do filme foi lançado em DVD e Blu-ray Disc em 28 de setembro de 2010.

## Trilha sonora
Kim Garner, o vice-presidente sênior de marketing e desenvolvimento de artista da República Universal, disse que a marca e a Universal Pictures "sentiu muito fortemente sobre fazer algo assim em oposição a uma trilha sonora tradicional", e que "queria liberá-lo como se fosse um álbum da banda de rock de verdade".

## Lista de faixas
| N.º | Título                          | Artist                         | Duração |  |
| 1.  | "Just Say Yes"                  | Infant Sorrow                  | 2:18    |  |
| 2.  | "Gang of Lust"                  | Infant Sorrow                  | 2:03    |  |
| 3.  | "Furry Walls"                   | Infant Sorrow                  | 3:07    |  |
| 4.  | "Going Up"                      | Infant Sorrow                  | 4:06    |  |
| 5.  | "Bangers, Beans and Mash"       | Infant Sorrow                  | 3:32    |  |
| 6.  | "The Clap"                      | Infant Sorrow                  | 2:44    |  |
| 7.  | "I Am Jesus"                    | Infant Sorrow                  | 2:39    |  |
| 8.  | "Riding Daphne"                 | Infant Sorrow                  | 3:28    |  |
| 9.  | "F.O.H."                        | Infant Sorrow                  | 3:52    |  |
| 10. | "Yeah Yeah Oi Oi"               | Infant Sorrow                  | 2:52    |  |
| 11. | "African Child (Trapped in Me)" | Infant Sorrow                  | 3:06    |  |
| 12. | "Little Bird"                   | Infant Sorrow                  | 3:24    |  |
| 13. | "Searching for a Father"        | Infant Sorrow                  | 3:43    |  |
| 14. | "Supertight"                    | Jackie Q featuring Aldous Snow | 2:37    |  |
| 15. | "Ring Round"                    | Jackie Q                       | 2:25    |  |